# Anauxesis rufoscapa
Anauxesis rufoscapa là một loài bọ cánh cứng trong họ Cerambycidae.